# Турянський Юрій Іванович
Юрій Іванович Турянський (нар. 1 березня 1975, м. Львів) — український політик, підприємець, науковець в галузях економіки і права (конституційне право), доктор економічних наук, доктор юридичних наук, т.в.о. голови Львівської обласної державної адміністрації (15 серпня 2014 по грудень 2014). Професор кафедри економіки Львівського регіонального інституту НАДУ при Президентові України, Заслужений економіст України, член Науково-консультативної ради Конституційного Суду України, голова Відділення Національного Олімпійського комітету України у Львівській області.

## Життєпис
У 1992 закінчив із золотою медаллю Львівську середню школу № 27.
Має три вищі освіти, закінчив:
- Львівський торговельно-економічний університет за фахом «Фінанси і кредит» (1996, економіст, диплом з відзнакою);
- Львівський національний університет ім. І. Франка, за фахом «Правознавство» (2007, юрист);
- Інститут післядипломної освіти Івано-Франківського національного технічного університету нафти і газу, за фахом «Газонафтопроводи і газонафтосховища» (2012, інженер-механік).

Під час навчання у Львівській комерційній академії — влітку працював бухгалтером Львівського підприємства міських електромереж ВО «Львівенерго».
У 1998 заснував ТзОВ «Торгово-фінансова компанія» (м. Львів), яке постачало природний газ підприємствам Львівщини.
У вересні 2000 обійняв посаду заступника начальника, згодом начальника управління вугільної промисловості та паливно-енергетичного комплексу Львівської облдержадміністрації. На цих посадах працював загалом до березня 2001 року.
З 2001 по 2002 працював банківським радником ВАТ "СКБ"Дністер".
Пізніше його кар'єра була пов'язана з Івано-Франківщиною, де в 2004 створив Товариство ВАТ «Компанія Верховина» в смт Верховина, згодом став головою спостережної ради цього ж підприємства. Воно стало першою в Україні вертикально-інтегрованою компанією у галузі деревообробки та будівництва.
З жовтня 2008 по квітень 2010 працював заступником генерального директора з питань стратегічного розвитку і екології Державного підприємства «Львіввугілля» в місті Сокаль, а пізніше, У 2010—2011 був головним радником голови правління НАК «Нафтогаз України».
Водночас, з 2011 по 2012 був радником генерального директора ПАТ «Укргідроенерго» (м. Вишгород Київської області).

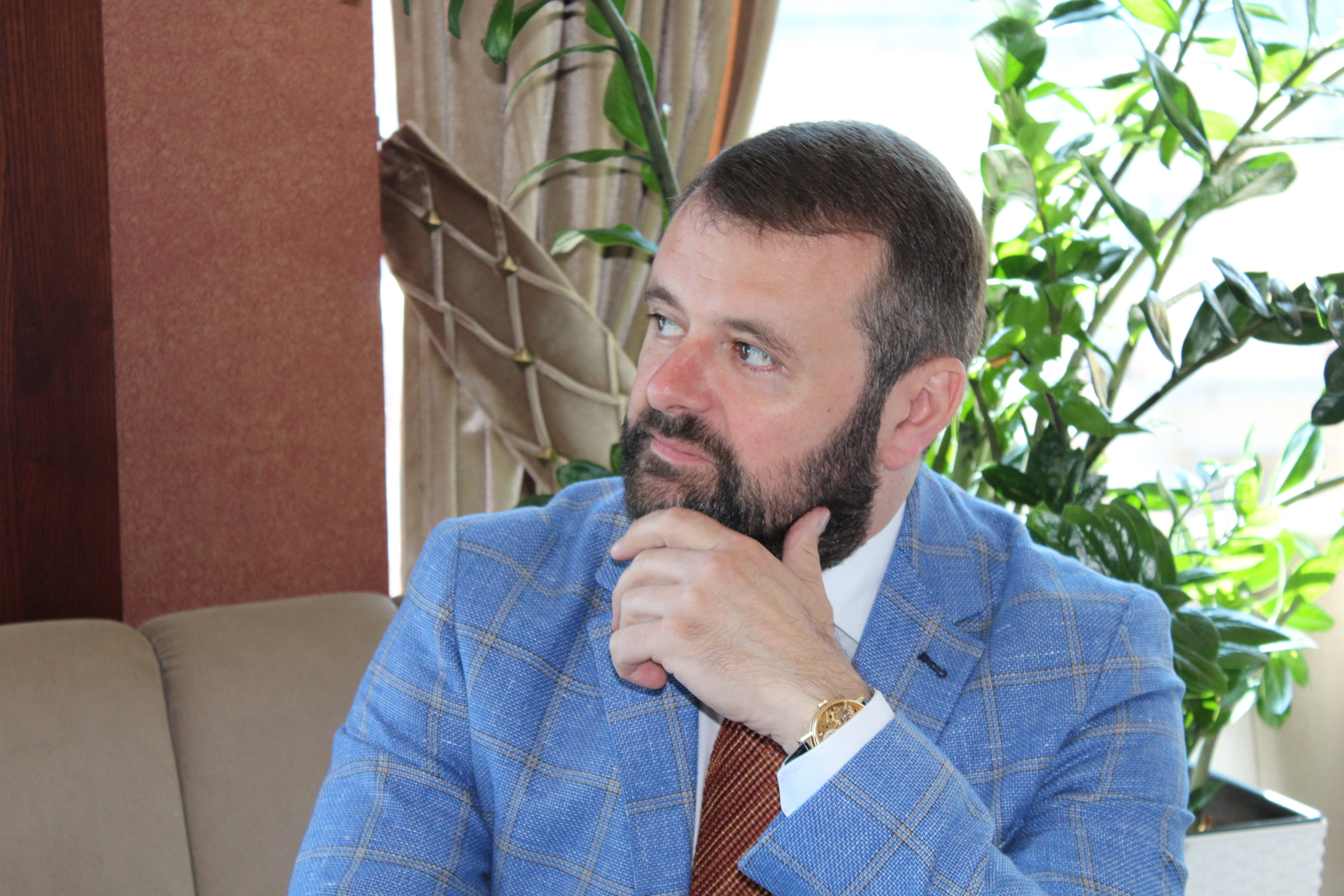
Юрій Турянський — т.в.о. голови Львівської ОДА

У серпні 2014 Указом Президента України був призначений т.в.о. голови Львівської ОДА. Змінив на цій посаді Ірину Сех. На цій посаді працював до грудня 2014 року.
З 2015 — радник голови Львівської ОДА.
Юрій Турянський одружений, дружина — Оксана, має дві вищі освіти, економіст, юрист, працює приватним підприємцем.
Турянські виховують шістьох дітей: Дмитра (2008 р.н.), Соломію (2009 р.н.), Оленку (2012 р.н.), Андрійка (2014 р.н.), Юрка (2017 р.н.), Анну (2018 р.н.).

## Наукова діяльність
В галузі економіки
Юрій Турянський — науковець-економіст, викладач. Більшість його друкованих праць присвячені податковій системи: суть, види класифікація, реформування. У 2005 році Юрій Турянський захистив кандидатську дисертацію на тему: «Державне регулювання господарських систем в умовах лібералізації та капіталізації економічного розвитку».
Протягом 2008—2012 працював на посаді доцента кафедри економіки і підприємництва Львівської державної фінансової академії.
З 2011 по 2014 працював доцентом кафедри податків і оподаткування Національного університету Державної податкової служби України.
Тривалий час був пов'язаний з науково-дослідним інститутом фінансового права Національного університету Державної податкової служби де працював з 2012 по 2016 рік поєднуючи наукову та адміністративну роботу. Зокрема Юрій Турянський обіймав посаду заступника директора з наукової роботи цього навчального закладу, був докторантом Національного університету Державної податкової служби та доцентом кафедри податків та оподаткування. Також був провідним науковим співробітником відділу дослідження проблем податкової політики Науково-дослідного центру проблем оподаткування та фінансового права Науково — дослідного інституту політики Університету державної фіскальної служби України, м. Ірпінь Київська область.
З квітня 2016 — провідний науковий співробітник відділу регіональної фінансової політики Державної установи «Інститут регіональних досліджень імені М. І. Долішнього НАН України», м. Львів
23 жовтня 2018 у Львівському торговельно-економічному університеті захистив докторську дисертацію із спеціальності «Економіка та управління національним господарством» та отримав ступінь доктора економічних наук. Тема докторської дисертації: «Стабілізація розвитку національної економіки на підставі трансформації механізму податкового регулювання».
Головний науковий співробітник Національної Академії Державного Управління при Президентові України. Доцент, а з 1 жовтня 2019 року — професор кафедри економіки Львівського регіонального інституту НАДУ при Президентові України.

В галузі права
Юрій Турянський є експертом у галузі конституційного права. 9 квітня 2019 року резолюцією Конституційного суду його включено до персонального складу Науково-консультативної ради Конституційного Суду України. Спеціалізується на захисті прав людини, захисті суспільної моралі.
24 грудня 2020 в Національному університеті «Львівська Політехніка» захистив докторську дисертацію із спеціальності «Теорія та історія держави і права; історія політичних і правових учень» та отримав ступінь доктора юридичних наук. Тема дисертації «Соматичні права людини в сучасній доктрині конституціоналізму: теоретико-правове дослідження».

## Громадська діяльність
У 2006 році заснував ВБФ «Християнська Україна», який потім перейменував на ВБФ "Фундація Юрія Турянського «Почни з себе». Також член Дорадчої Ради фундації Духовного Відродження Львівської архиєпархії УГКЦ, яка створена Архиєпископом і Митрополитом Львівським Владикою Ігорем Возьняком щоб сприяти розвитку соціального служіння на теренах Львівської Митрополії УГКЦ
З 2014 року з ініціативи олімпійців Львівщини очолює ГО «Відділення Національного Олімпійського Комітету України у Львівській області» До складу обласного відділення НОК входять усі спортивні федерації, які представлені на Львівщині. У вересні 2018 року Юрія Турянського переобрали головою організації на новий термін. Окрім того, на період 2019-2022 рр є головою комісії «Спорт для всіх» НОК України. З 2014 року є членом НОК України.

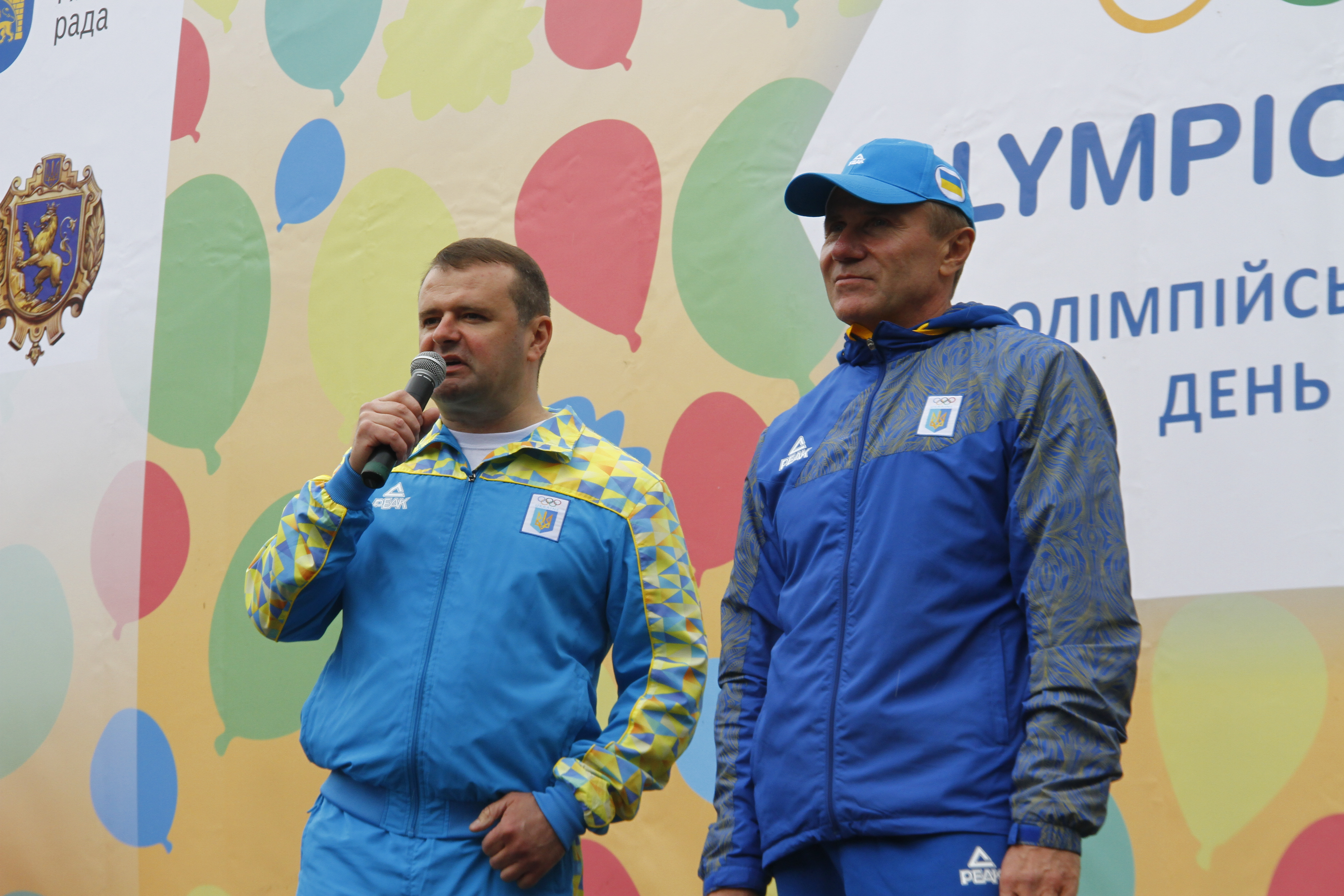
Юрій Турянський та голова НОК України Сергій Бубка на відкритті Олімпійського дня у Львові 23 червня 2018 року
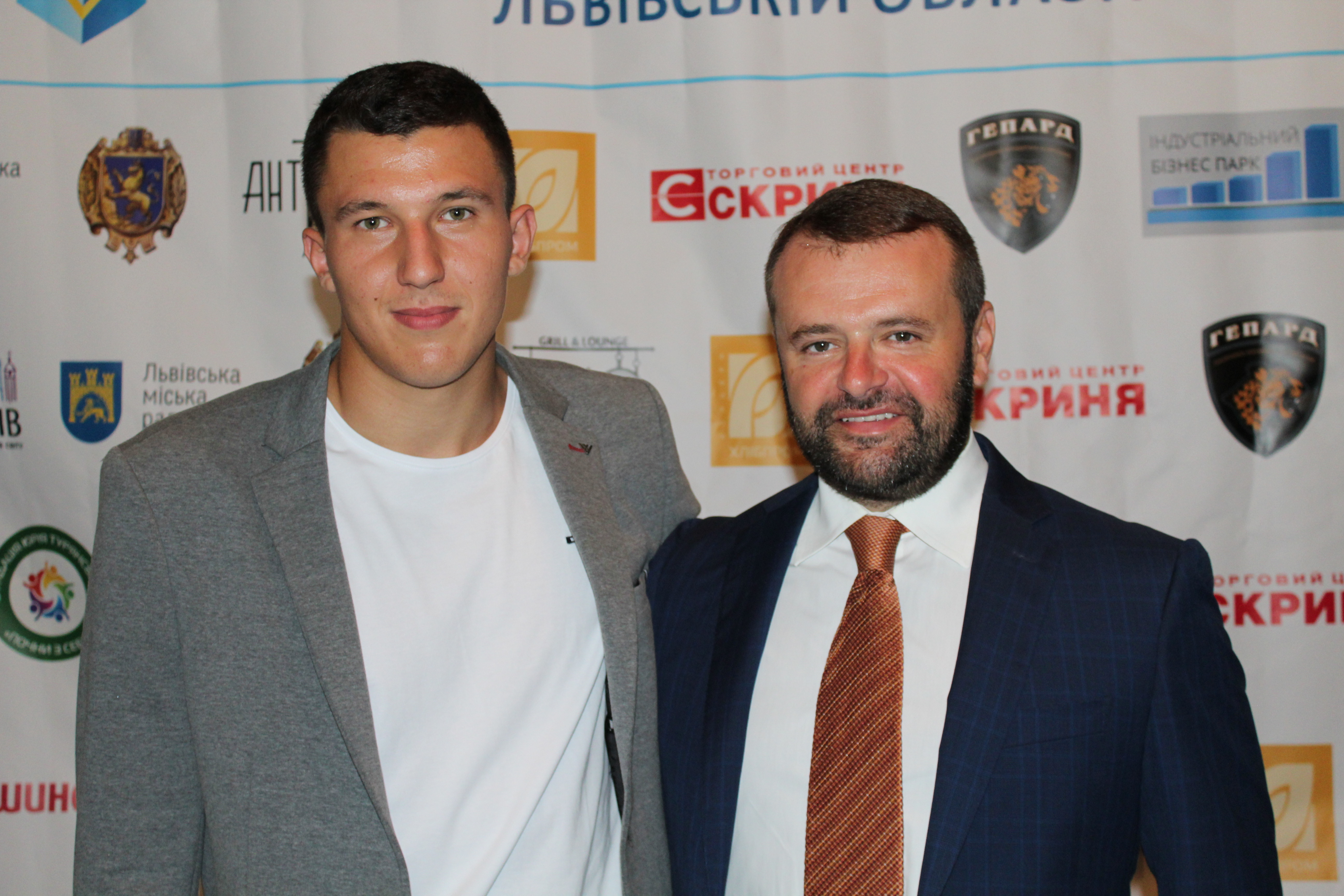
Веслувальник Дмитро Озимок та Юрій Турянський на нагородженні кращого спортсмена Львівщини
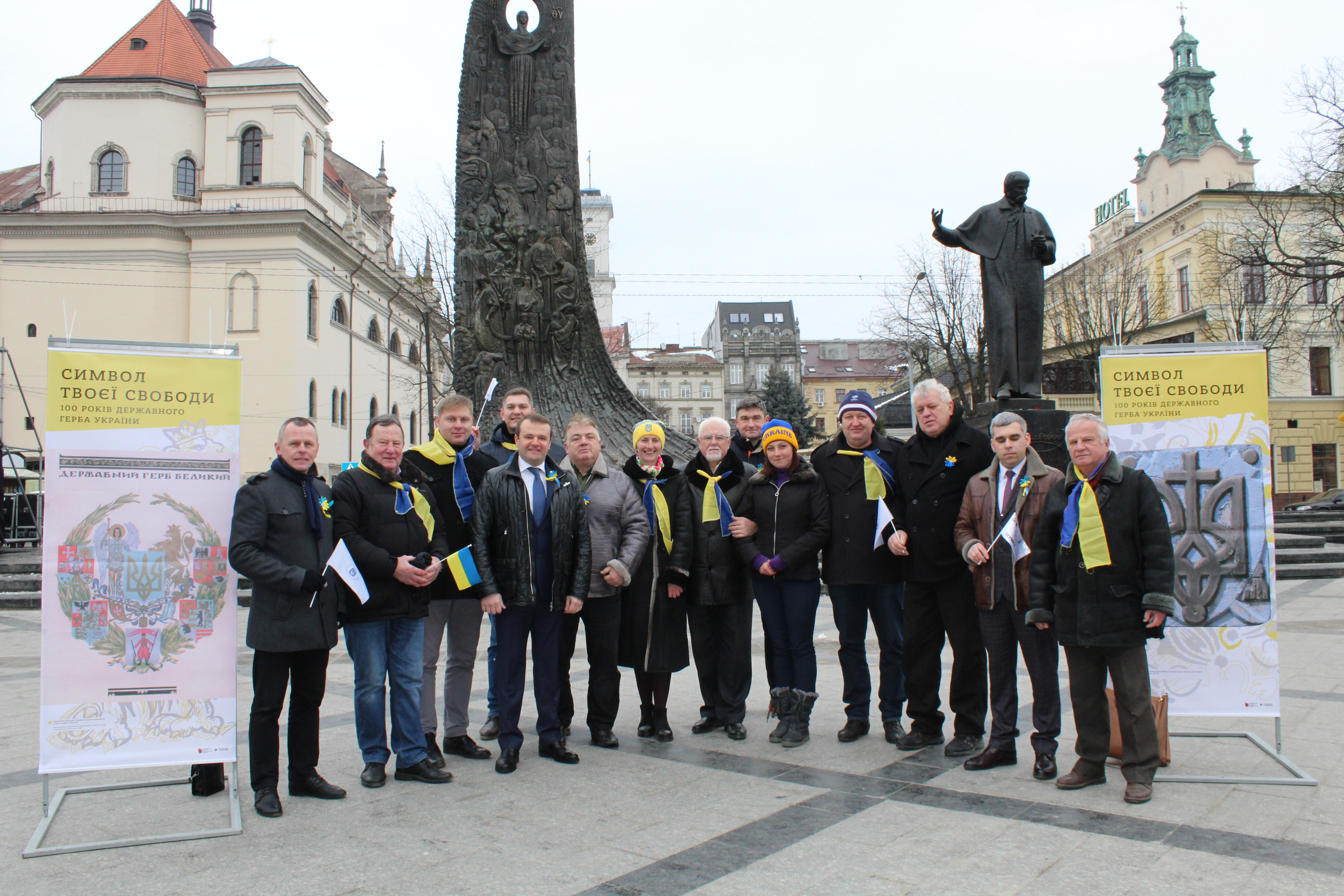
Представники Відділення НОК України у Львівській області 22 січня 2019 року на День Злуки у Львові
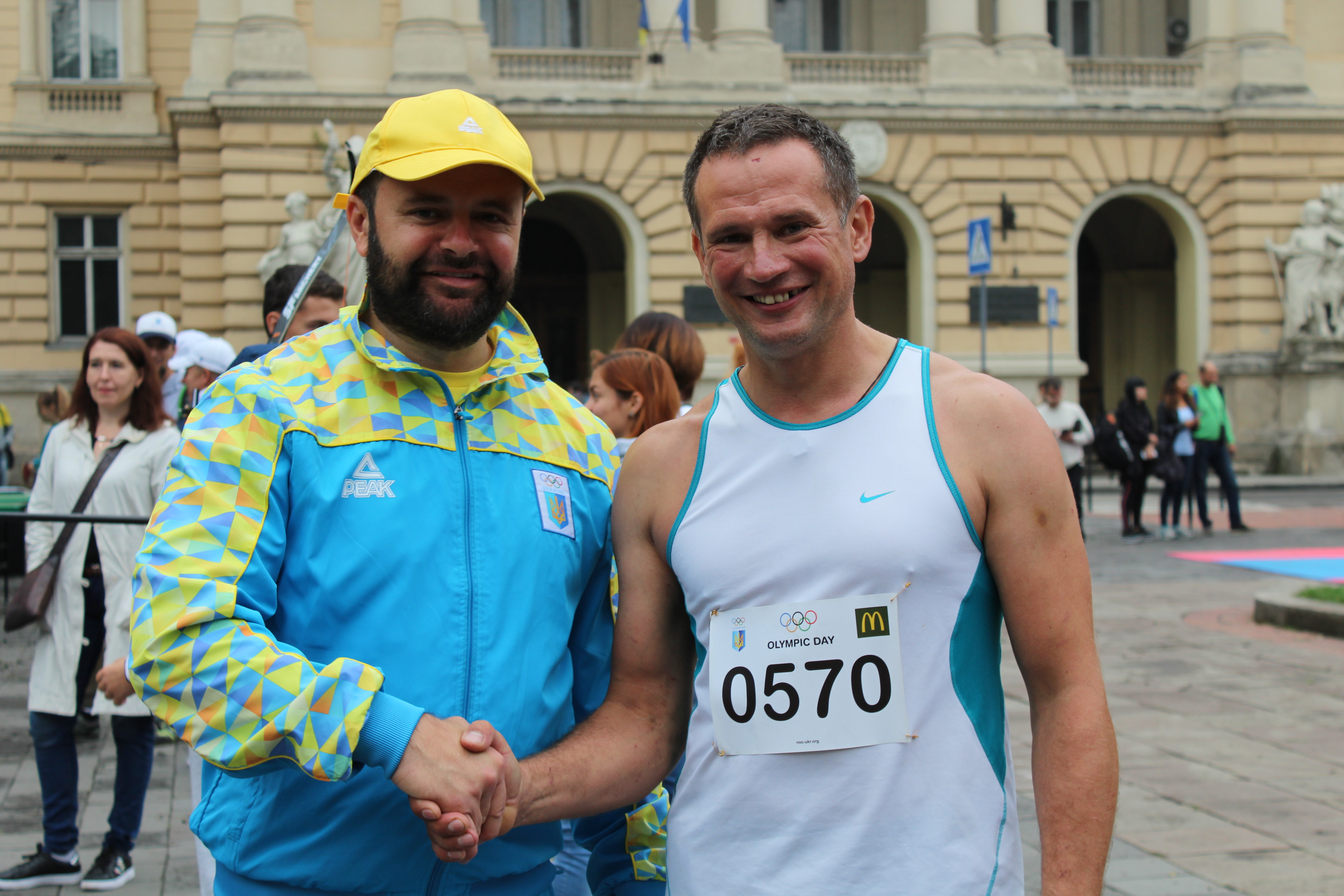
Юрій Турянський з учасником забігу з нагоди Дня фізичної культури 8 вересня 2018 р. біля пам'ятника Франку
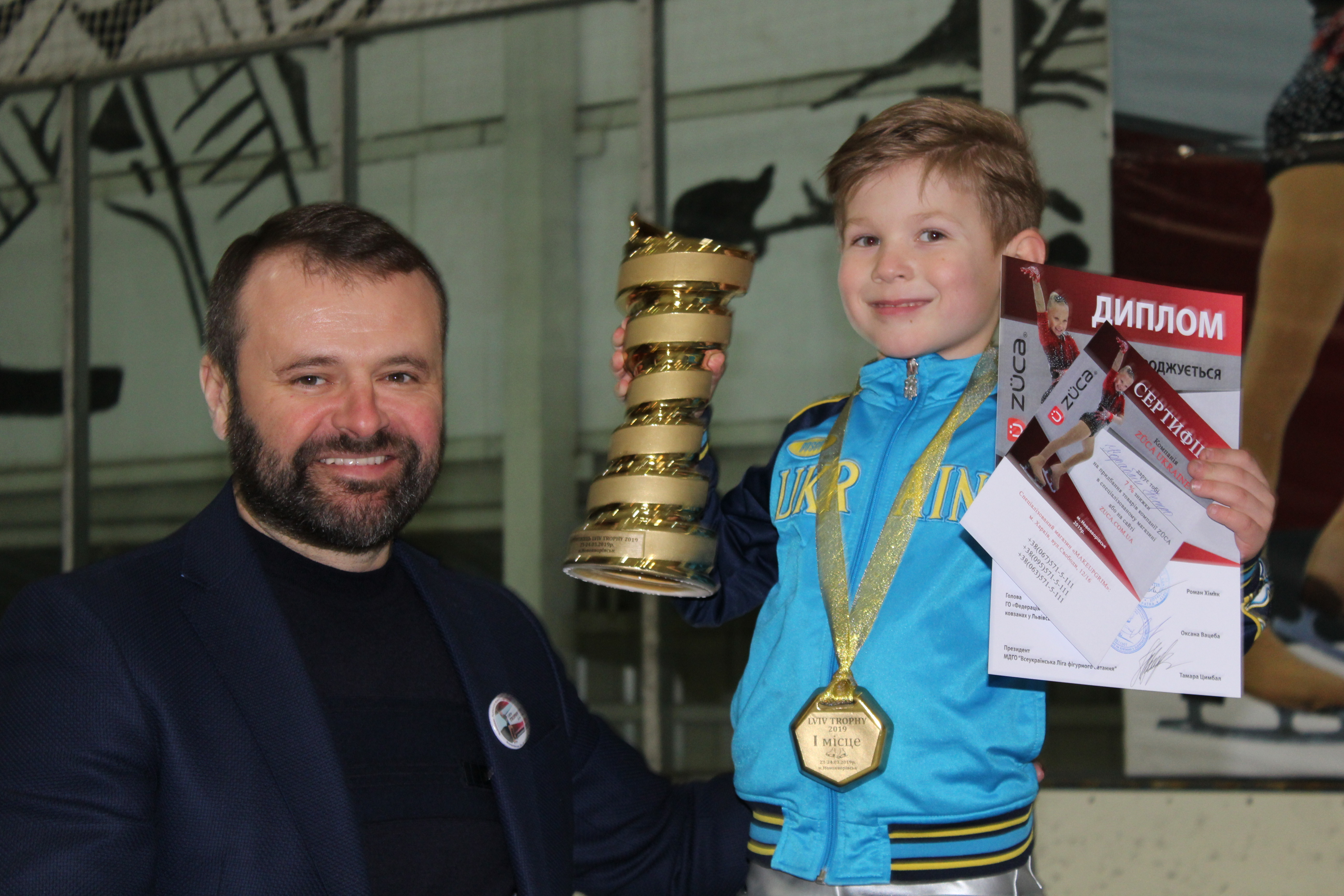
Юрій Турянський на нагородженні переможця змагань з фігурного ковзання «Lviv Trophy 2019» 23 березня 2019 р. у Новояворівську
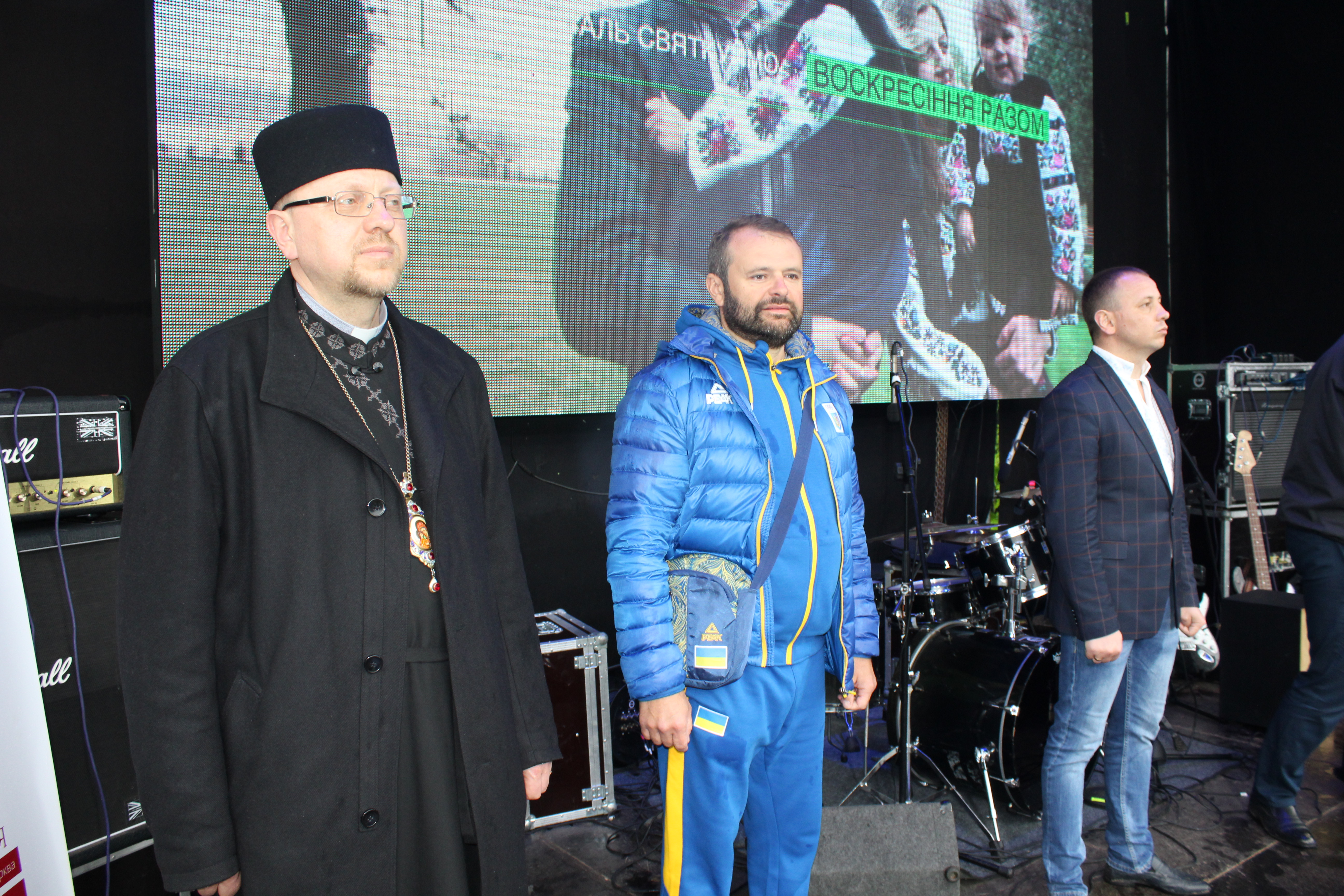
Святкуймо Воскресіння разом 5 травня 2019 нагородження переможців, Юрій Турянський
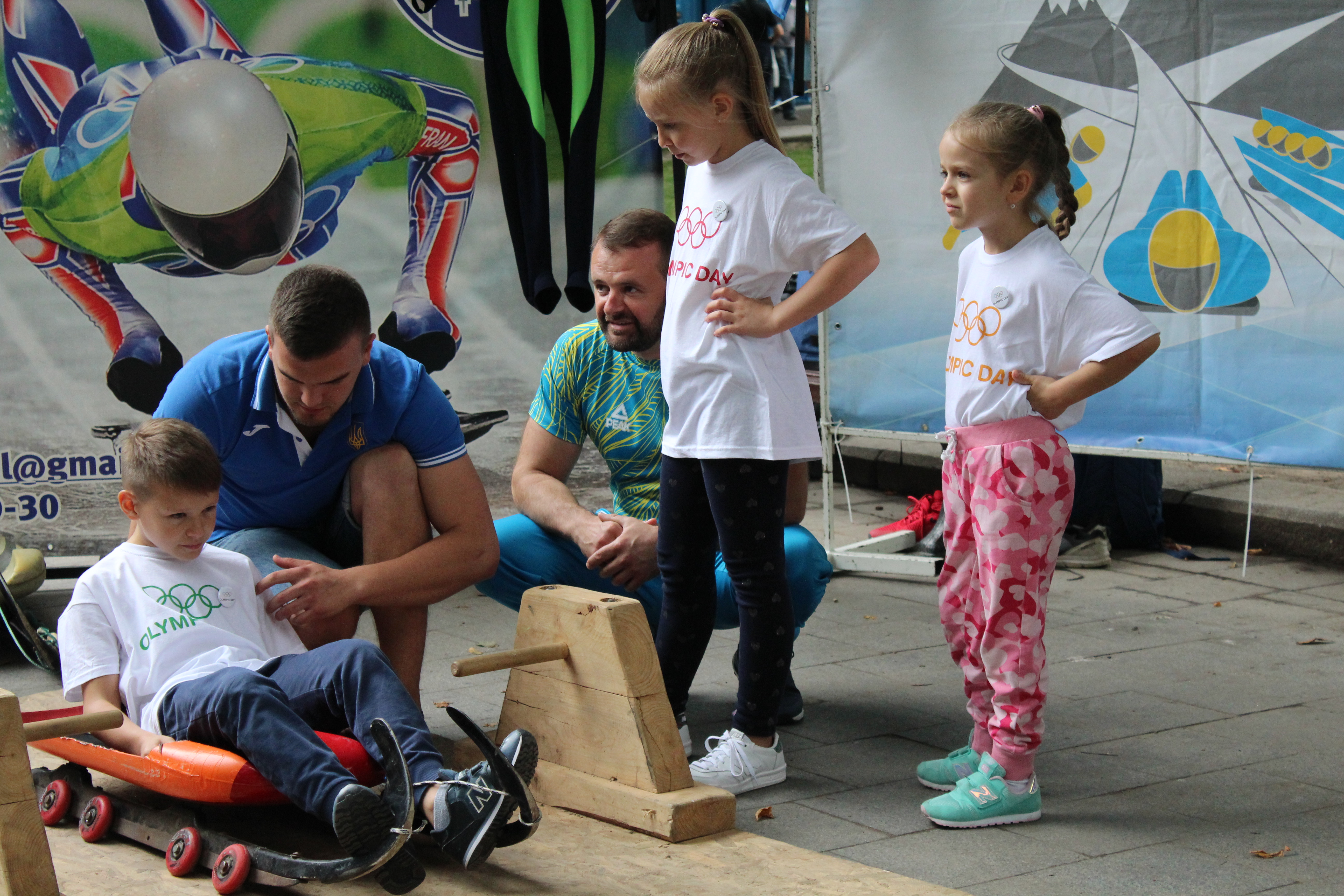
Юрій Турянський, 23 червня 2019
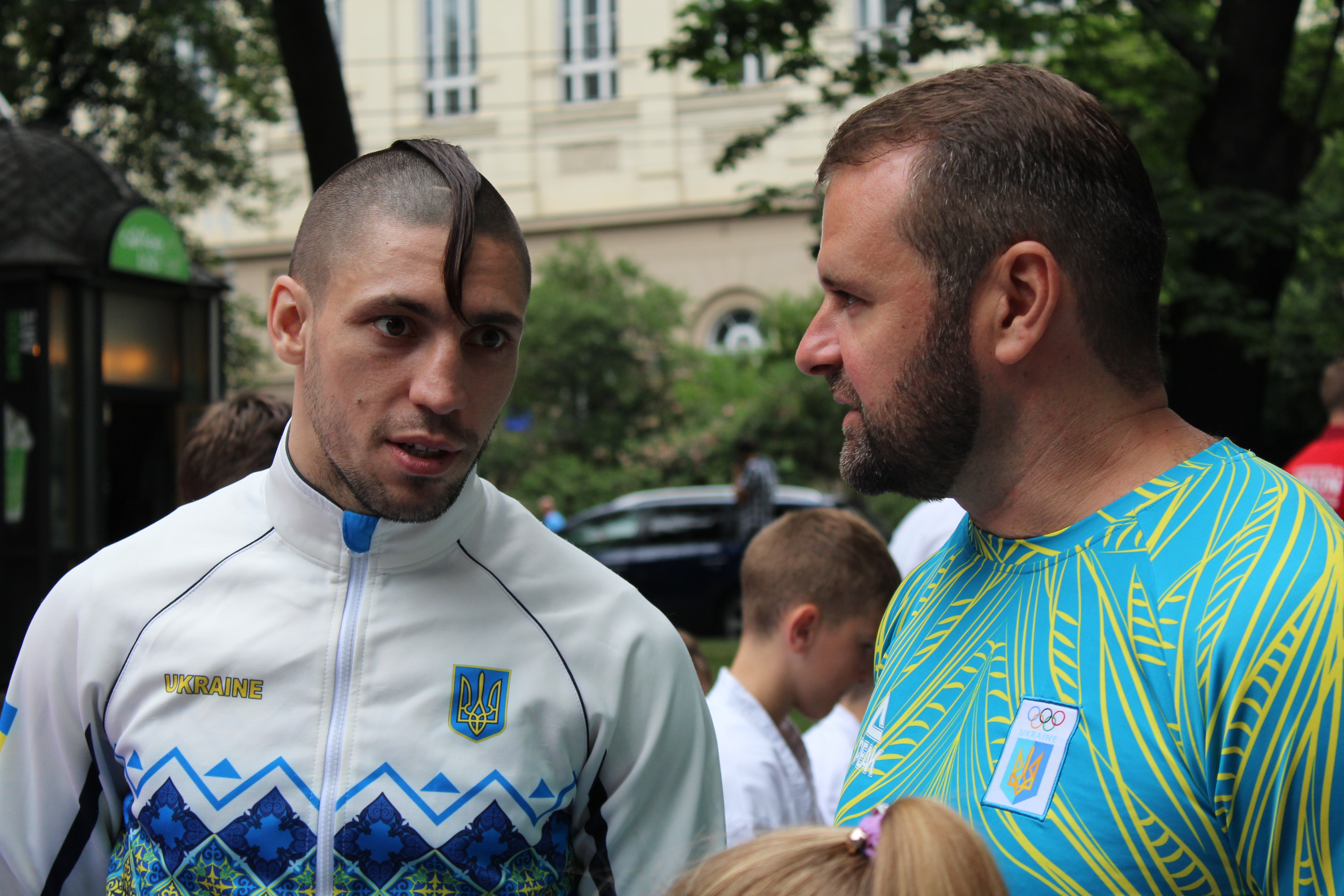
Український каратист Станіслав Горуна та Юрій Турянський
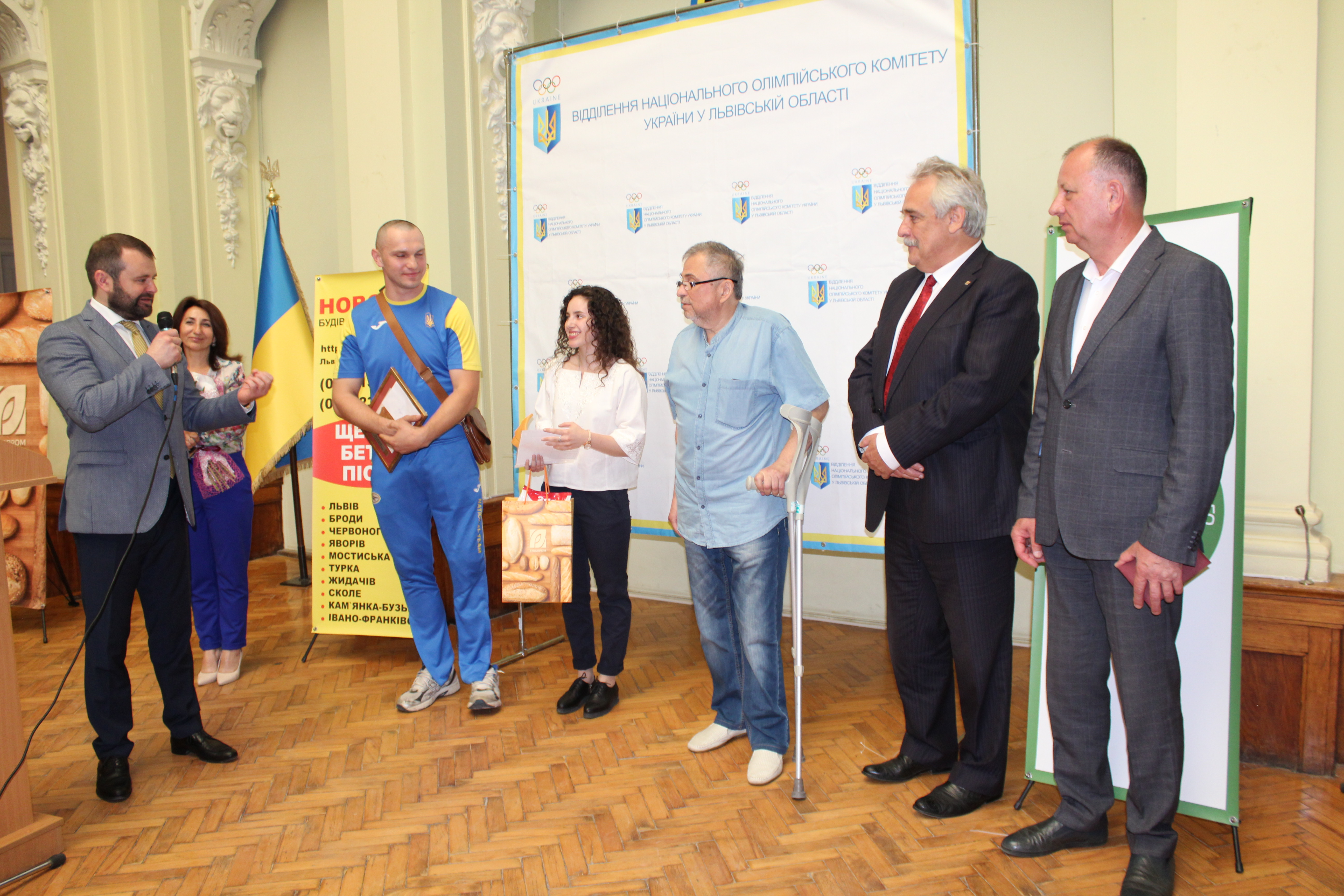
Юрій Турянський та ректор Львівського університету фізичної культури Євген Приступа на нагородженні кращого спортсмена Львівщини

## Основні праці
Турянський є автором та співавтором п'яти монографій:
1. Турянський Ю. І. Ефективність капіталізації і лібералізації економічних систем в умовах ринкової транзиції. Методологічні проблеми метрологічного аналізу / Ю. І. Турянський, Г. І. Башнянин. — Львів: Вид-во ЛКА, 2008. — 480 с.
2. Турянський Ю. І. Грошово-кредитне регулювання у змішаних і транзитивних економіках: методи, інструменти та ефективність / Ю. І. Турянський, Г. І. Башнянин, М. В. Корягін, Я. С. Лапчук, О. Ю. Носов. — Львів: Вид-во ЛКА, 2009. — 206 с.
3. Турянський Ю. І. Макроекономічне податкове регулювання розвитку національної економіки / Ю. І. Турянський. — Львів: Растр-7, 2016. — 364 с.
4. Огороднікова І. І., Серебрянський Д. М., Смірнова О. М., Стаднік М. В., Турянський Ю. І. Гармонізація податкового та бухгалтерського обліку в контексті оподаткування прибутку підприємств в Україні. — К.: Алерта, 2013. — 366 с.
5. Соціально-економічні аспекти управління розвитком та безпекою економічної системи України: монографія / М. Ю. Барна, М. А. Кальницька, О. І. Клепанчук, І. О. Корчинський, Р. П. Підлипна, І. І. Свидрук, Б. Б. Семак, О. Г. Сидорчук, О. О. Трут, Ю. І. Турянський. — Львів: Вид-во ЛТЕУ, ТОВ «Галицька видавнича спілка», 2020. — 502 с.

Він є також автором десятків публікацій у вітчизняних та зарубіжних наукових виданнях.

## Відзнаки
- Кавалер ордену «За заслуги» 3-го ступеня[13].
- Заслужений економіст України.[14]